# Lekkoatletyka na Letnich Igrzyskach Olimpijskich 1956 – bieg na 100 m mężczyzn
Bieg na 100 metrów mężczyzn podczas XVI Letnich Igrzysk Olimpijskich w Melbourne rozegrano 23 (eliminacje i ćwierćfinały) i 24 listopada 1956 (półfinały i finał) na stadionie Melbourne Cricket Ground. Zwycięzcą został reprezentant Stanów Zjednoczonych Bobby Joe Morrow, który na tych igrzyskach zwyciężył również w biegu na 200 metrów i sztafecie 4 × 100 metrów.

## Rekordy

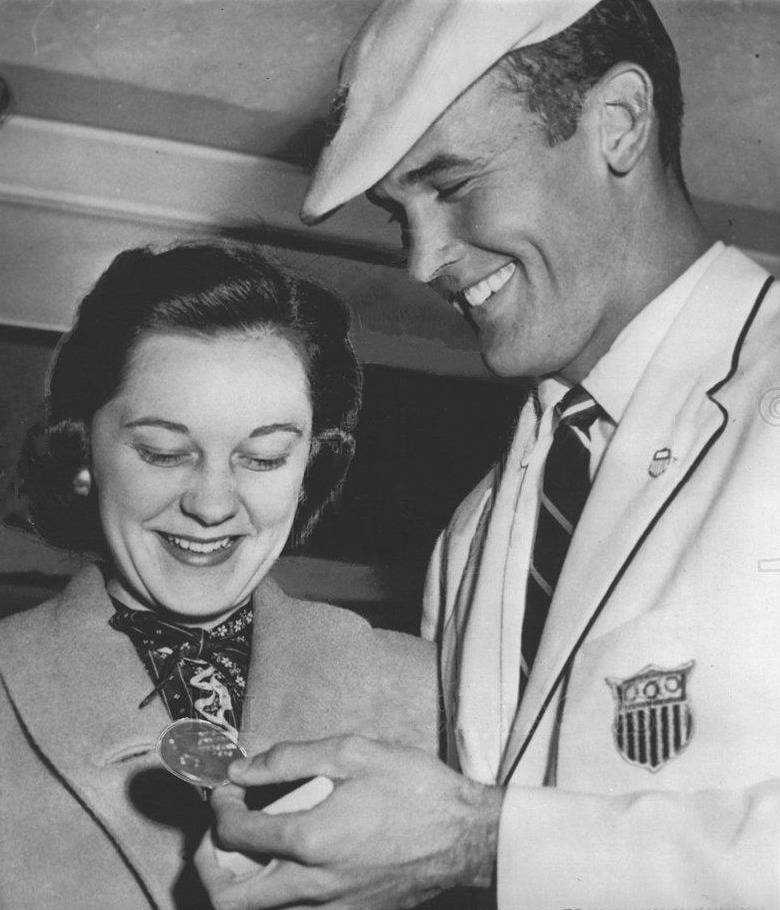
Bobby Joe Morrow

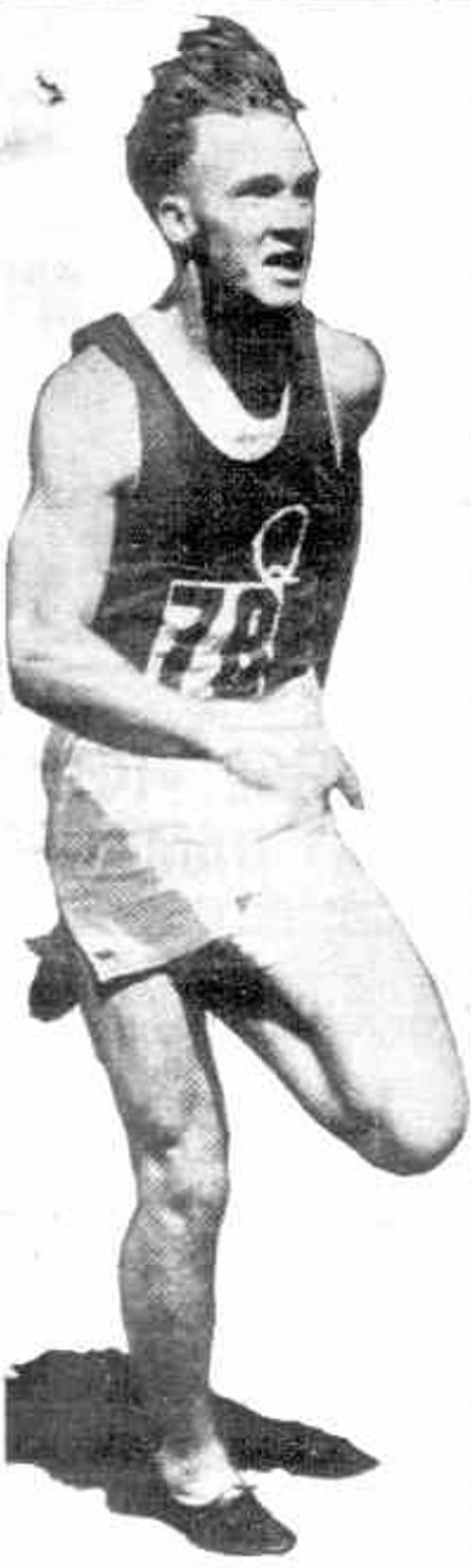
Hector Hogan

|                   | Zawodnik         | Narodowość        | Czas | Data                      | Miejsce         |
| ----------------- | ---------------- | ----------------- | ---- | ------------------------- | --------------- |
| Rekord świata     | Willie Williams  | Stany Zjednoczone | 10,1 | 3 sierpnia 1956(dts)      | Berlin Zachodni |
| Rekord świata     | Ira Murchison    | Stany Zjednoczone | 10,1 | 4 sierpnia 1956(dts)      | Berlin Zachodni |
| Rekord świata     | Leamon King      | Stany Zjednoczone | 10,1 | 20 października 1956(dts) | Ontario         |
| Rekord świata     | Leamon King      | Stany Zjednoczone | 10,1 | 27 października 1956(dts) | Santa Ana       |
| Rekord olimpijski | Eddie Tolan      | Stany Zjednoczone | 10,3 | 1 sierpnia 1932(dts)      | Los Angeles     |
| Rekord olimpijski | Ralph Metcalfe   | Stany Zjednoczone | 10,3 | 1 sierpnia 1932(dts)      | Los Angeles     |
| Rekord olimpijski | Jesse Owens      | Stany Zjednoczone | 10,3 | 3 sierpnia 1936(dts)      | Berlin          |
| Rekord olimpijski | Harrison Dillard | Stany Zjednoczone | 10,3 | 31 lipca 1948(dts)        | Londyn          |

## Wyniki
| Poz. - pozycja |
| – rekord świata \| – rekord krajowy \| – rekord życiowy \| = – wyrównany rekord życiowy \| · – najlepszy wynik w sezonie \| = – wyrównany najlepszy wynik w sezonie \| – rekord olimpijski |
| Fn – falstart \| DNF – nie ukończył \| DNS – nie wystartował \| DSQ – zdyskwalifikowany |

### Eliminacje
Rozegrano dwanaście biegów eliminacyjnych. Do ćwierćfinałów awansowało po dwóch najlepszych zawodników z każdego biegu (Q).

#### Bieg 1
Wiatr: 0,0 m/s
| Poz. | Zawodnik            | Narodowość         | Rezultat | Uwagi |
| ---- | ------------------- | ------------------ | -------- | ----- |
| 1    | Ira Murchison       | Stany Zjednoczone  | 10,67    | Q     |
| 2    | Janusz Jarzembowski | Polska             | 10,95    | Q     |
| 3    | Hilmar Þorbjörnsson | Islandia           | 11,12    |       |
| 4    | Mario Colarossi     | Włochy             | 11,14    |       |
| 5    | René Ahumada        | Meksyk             | 11,26    |       |
| 6    | Raja bin Ngah Ali   | Federacja Malajska | 11,41    |       |
| –    | René Farine         | Szwajcaria         | DNS      |       |

#### Bieg 2
Wiatr: –1,2 m/s
| Poz. | Zawodnik          | Narodowość          | Rezultat | Uwagi |
| ---- | ----------------- | ------------------- | -------- | ----- |
| 1    | Mike Agostini     | Trynidad i Tobago   | 10,98    | Q     |
| 2    | Luigi Gnocchi     | Włochy              | 11,04    | Q     |
| 3    | Titus Erinle      | Protektorat Nigerii | 11,09    |       |
| 4    | Jorge de Barros   | Brazylia            | 11,15    |       |
| 5    | Vanchak Voradilok | Tajlandia           | 11,78    |       |
| 6    | Roba Negousse     | Etiopia             | 12,07    |       |

#### Bieg 3
Wiatr: –2,8 m/s
| Poz. | Zawodnik          | Narodowość    | Rezultat | Uwagi |
| ---- | ----------------- | ------------- | -------- | ----- |
| 1    | Maurice Rae       | Nowa Zelandia | 10,84    | Q     |
| 2    | Abdul Khaliq      | Pakistan      | 10,97    | Q     |
| 3    | Manfred Steinbach | Niemcy        | 10,99    |       |
| 4    | Rafael Romero     | Wenezuela     | 11,14    |       |
| 5    | Evaristo Iglesias | Kuba          | 11,50    |       |
| –    | Walter Tschudi    | Szwajcaria    | DNS      |       |

#### Bieg 4
Wiatr: 0,0 m/s
| Poz. | Zawodnik        | Narodowość         | Rezultat | Uwagi |
| ---- | --------------- | ------------------ | -------- | ----- |
| 1    | Ben Nduga       | Protektorat Ugandy | 10,88    | Q     |
| 2    | Kenneth Box     | Wielka Brytania    | 10,96    | Q     |
| 3    | Kyohei Ushio    | Japonia            | 11,09    |       |
| 4    | Kesavan Soon    | Singapur           | 11,35    |       |
| 5    | Jack Parrington | Kanada             | 11,62    |       |
| –    | Norberto Cruz   | Portoryko          | DNS      |       |

#### Bieg 5
Wiatr: +0,1 m/s
| Poz. | Zawodnik        | Narodowość | Rezultat | Uwagi |
| ---- | --------------- | ---------- | -------- | ----- |
| 1    | Marian Foik     | Polska     | 10,74    | Q, =  |
| 2    | Boris Tokariew  | ZSRR       | 10,90    | Q     |
| 3    | Franco Galbiati | Włochy     | 11,00    |       |
| 4    | Tom Robinson    | Bahamy     | 11,06    |       |
| 5    | Jootje Gozal    | Indonezja  | 11,09    |       |
| 6    | James Roberts   | Liberia    | 11,45    |       |

#### Bieg 6
Wiatr: –0,5 m/s
| Poz. | Zawodnik       | Narodowość | Rezultat | Uwagi |
| ---- | -------------- | ---------- | -------- | ----- |
| 1    | Manfred Germar | Niemcy     | 10,91    | Q     |
| 2    | Ray Land       | Australia  | 11,05    | Q     |
| 3    | Keith Gardner  | Jamajka    | 11,22    |       |
| 4    | Alain David    | Francja    | 11,24    |       |
| 5    | Emmanuel Putu  | Liberia    | 11,44    |       |
| 6    | Beyene Legesse | Etiopia    | 11,94    |       |

#### Bieg 7
Wiatr: –0,6 m/s
| Poz. | Zawodnik         | Narodowość          | Rezultat | Uwagi |
| ---- | ---------------- | ------------------- | -------- | ----- |
| 1    | Łeonid Barteniew | ZSRR                | 10,87    | Q     |
| 2    | Béla Goldoványi  | Węgry               | 10,88    | Q     |
| 3    | Clive Bonas      | Wenezuela           | 10,99    |       |
| 4    | Gavin Carragher  | Australia           | 10,98    |       |
| 5    | Thomas Obi       | Protektorat Nigerii | 11,10    |       |
| 6    | Bjørn Nilsen     | Norwegia            | 11,11    |       |

#### Bieg 8
Wiatr: 0,0 m/s
| Poz. | Zawodnik       | Narodowość | Rezultat | Uwagi |
| ---- | -------------- | ---------- | -------- | ----- |
| 1    | Hector Hogan   | Australia  | 10,72    | Q     |
| 2    | René Bonino    | Francja    | 10,96    | Q     |
| 3    | Géza Varasdi   | Węgry      | 11,00    |       |
| 4    | Akira Kiyofuji | Japonia    | 11,00    |       |
| –    | Alfonso Bruno  | Wenezuela  | DNS      |       |
| –    | Edward Szmidt  | Polska     | DNS      |       |

#### Bieg 9
Wiatr: –0,9 m/s
| Poz. | Zawodnik                     | Narodowość         | Rezultat | Uwagi |
| ---- | ---------------------------- | ------------------ | -------- | ----- |
| 1    | Thane Baker                  | Stany Zjednoczone  | 10,93    | Q     |
| 2    | Edmund Turton                | Trynidad i Tobago  | 11,38    | Q     |
| 3    | Sinnayah Karuppiah Jarabalan | Federacja Malajska | 11,56    |       |
| 4    | Tan Eng Yoon                 | Singapur           | 11,63    |       |
| –    | László Kiss                  | Węgry              | DNS      |       |
| –    | Ghanim Mahmoud               | Królestwo Iraku    | DNS      |       |

#### Bieg 10
Wiatr: –1,2 m/s
| Poz. | Zawodnik            | Narodowość        | Rezultat | Uwagi |
| ---- | ------------------- | ----------------- | -------- | ----- |
| 1    | Stan Levenson       | Kanada            | 10,94    | Q     |
| 2    | Heinz Fütterer      | Niemcy            | 11,10    | Q     |
| 3    | João Pires Sobrinho | Brazylia          | 11,14    |       |
| 4    | Joe Goddard         | Trynidad i Tobago | 11,19    |       |
| 5    | Oliver Hunter       | Gujana Brytyjska  | 11,22    |       |
| 6    | Ghulam Raziq        | Pakistan          | 11,26    |       |

#### Bieg 11
Wiatr: –0,7 m/s
| Poz. | Zawodnik             | Narodowość          | Rezultat | Uwagi |
| ---- | -------------------- | ------------------- | -------- | ----- |
| 1    | Edward Ajado         | Protektorat Nigerii | 11,01    | Q     |
| 2    | Roy Sandstrom        | Wielka Brytania     | 11,05    | Q     |
| 3    | Dick Harding         | Kanada              | 11,20    |       |
| 4    | Muhammad Sharif Butt | Pakistan            | 11,26    |       |
| 5    | Abebe Hailou         | Etiopia             | 11,54    |       |
| 6    | Sneh Wongchaoom      | Tajlandia           | 11,95    |       |

#### Bieg 12
Wiatr: 0,0 m/s
| Poz. | Zawodnik           | Narodowość         | Rezultat | Uwagi |
| ---- | ------------------ | ------------------ | -------- | ----- |
| 1    | Bobby Joe Morrow   | Stany Zjednoczone  | 10,47    | Q     |
| 2    | Jurij Konowałow    | ZSRR               | 10,92    | Q     |
| 3    | David Segal        | Wielka Brytania    | 11,02    |       |
| 4    | Paiboon Vacharapan | Tajlandia          | 11,57    |       |
| 5    | Lee Kah Fook       | Federacja Malajska | 11,84    |       |
| –    | Fritz Vogelsang    | Szwajcaria         | DNS      |       |

### Ćwierćfinały
Rozegrano cztery biegi ćwierćfinałowe. Do półfinałów awansowało po trzech najlepszych zawodników z każdego biegu.

#### Bieg 1
Wiatr: –1,4 m/s
| Poz. | Zawodnik         | Narodowość        | Rezultat | Uwagi |
| ---- | ---------------- | ----------------- | -------- | ----- |
| 1    | Bobby Joe Morrow | Stany Zjednoczone | 10,55    | Q, =  |
| 2    | Mike Agostini    | Trynidad i Tobago | 10,75    | Q     |
| 3    | Maurice Rae      | Nowa Zelandia     | 10,78    | Q     |
| 4    | Béla Goldoványi  | Węgry             | 10,95    |       |
| 5    | Heinz Fütterer   | Niemcy            | 10,98    |       |
| 6    | Ray Land         | Australia         | 11,15    |       |

#### Bieg 2
Wiatr: 0,0 m/s
| Poz. | Zawodnik        | Narodowość         | Rezultat | Uwagi |
| ---- | --------------- | ------------------ | -------- | ----- |
| 1    | Ira Murchison   | Stany Zjednoczone  | 10,55    | Q, =  |
| 2    | Abdul Khaliq    | Pakistan           | 10,78    | Q     |
| 3    | Jurij Konowałow | ZSRR               | 10,93    | Q     |
| 4    | Luigi Gnocchi   | Włochy             | 10,96    |       |
| 5    | Edmund Turton   | Trynidad i Tobago  | 11,37    |       |
| 6    | Ben Nduga       | Protektorat Ugandy | 12,95    |       |

#### Bieg 3
Wiatr: –1,0 m/s
| Poz. | Zawodnik            | Narodowość          | Rezultat | Uwagi |
| ---- | ------------------- | ------------------- | -------- | ----- |
| 1    | Hector Hogan        | Australia           | 10,78    | Q     |
| 2    | Boris Tokariew      | ZSRR                | 10,87    | Q     |
| 3    | Stan Levenson       | Kanada              | 10,93    | Q     |
| 4    | Janusz Jarzembowski | Polska              | 10,98    |       |
| 5    | Edward Ajado        | Protektorat Nigerii | 11,02    |       |
| 6    | Kenneth Box         | Wielka Brytania     | 11,45    |       |

#### Bieg 4
Wiatr: –2,2 m/s
| Poz. | Zawodnik         | Narodowość        | Rezultat | Uwagi |
| ---- | ---------------- | ----------------- | -------- | ----- |
| 1    | Thane Baker      | Stany Zjednoczone | 10,62    | Q     |
| 2    | Manfred Germar   | Niemcy            | 10,80    | Q     |
| 3    | Marian Foik      | Polska            | 10,83    | Q     |
| 4    | Łeonid Barteniew | ZSRR              | 10,84    |       |
| 5    | René Bonino      | Francja           | 10,96    |       |
| 6    | Roy Sandstrom    | Wielka Brytania   | 11,03    |       |

### Półfinały
Rozegrano dwa biegi półfinałowe. Do finału awansowało po trzech najlepszych zawodników z każdego biegu.

#### Bieg 1
Wiatr: –2,3 m/s
| Poz. | Zawodnik        | Narodowość        | Rezultat | Uwagi |
| ---- | --------------- | ----------------- | -------- | ----- |
| 1    | Ira Murchison   | Stany Zjednoczone | 10,74    | Q     |
| 2    | Mike Agostini   | Trynidad i Tobago | 10,79    | Q     |
| 3    | Manfred Germar  | Niemcy            | 10,85    | Q     |
| 4    | Abdul Khaliq    | Pakistan          | 10,93    |       |
| 5    | Stan Levenson   | Kanada            | 10,94    |       |
| 6    | Jurij Konowałow | ZSRR              | 11,11    |       |

#### Bieg 2
Wiatr: –1,1 m/s
| Poz. | Zawodnik         | Narodowość        | Rezultat | Uwagi |
| ---- | ---------------- | ----------------- | -------- | ----- |
| 1    | Bobby Joe Morrow | Stany Zjednoczone | 10,52    | Q, =  |
| 2    | Thane Baker      | Stany Zjednoczone | 10,61    | Q     |
| 3    | Hector Hogan     | Australia         | 10,62    | Q     |
| 4    | Maurice Rae      | Nowa Zelandia     | 10,68    | [ 3 ] |
| 5    | Marian Foik      | Polska            | 10,84    |       |
| 6    | Boris Tokariew   | ZSRR              | 10,91    |       |

### Finał
Wiatr: –2,5 m/s
| Poz. | Zawodnik         | Narodowość        | Rezultat | Uwagi |
| ---- | ---------------- | ----------------- | -------- | ----- |
| 1    | Bobby Joe Morrow | Stany Zjednoczone | 10,62    |       |
| 2    | Thane Baker      | Stany Zjednoczone | 10,77    |       |
| 3    | Hector Hogan     | Australia         | 10,77    |       |
| 4    | Ira Murchison    | Stany Zjednoczone | 10,79    |       |
| 5    | Manfred Germar   | Niemcy            | 10,86    |       |
| 6    | Mike Agostini    | Trynidad i Tobago | 10,88    |       |